# Oconee County, South Carolina
Oconee County är ett administrativt område i delstaten South Carolina, USA. År 2010 hade countyt 74 273 invånare.  Den administrativa huvudorten (county seat) är Walhalla. 

## Geografi
Enligt United States Census Bureau har countyt en total area på 1 746 km². 1 619 km² av den arean är land och 124 km² är vatten. 

### Angränsande countyn
- Jackson County, North Carolina - nord
- Transylvania County, North Carolina - nordöst
- Pickens County, South Carolina - öst
- Anderson County, South Carolina - sydöst
- Hart County, Georgia - syd
- Franklin County, Georgia - syd
- Stephens County, Georgia - sydväst
- Habersham County, Georgia - väst
- Rabun County, Georgia - väst
- Macon County, North Carolina - nordväst